# Uredo alpestris
Uredo alpestris är en svampart som beskrevs av J. Schröt. 1875. Uredo alpestris ingår i släktet Uredo, ordningen Pucciniales, klassen Pucciniomycetes, divisionen basidiesvampar och riket svampar. Inga underarter finns listade i Catalogue of Life.